# Saint-Hilaire-de-Villefranche
Saint-Hilaire-de-Villefranche ist eine französische Gemeinde mit 1.350 Einwohnern (Stand 1. Januar 2022) im Département Charente-Maritime in der Region Nouvelle-Aquitaine. Sie gehört zum Arrondissement Saint-Jean-d’Angély und zum Kanton Chaniers. Die Einwohner werden Hilairois und Hilairoises genannt.
Sie entstand als namensgleiche Commune nouvelle mit Wirkung vom 1. Januar 2019 durch die Zusammenlegung der bisherigen Gemeinden Saint-Hilaire-de-Villefranche und La Frédière, die in der neuen Gemeinde der Status einer Commune déléguée haben. Verwaltungssitz befindet sich im Ort Saint-Hilaire-de-Villefranche.

## Gliederung
| Ortsteil                                          | ehemaliger INSEE-Code | Fläche (km²) | Einwohnerzahl zum 1. Januar 2022 |
| ------------------------------------------------- | --------------------- | ------------ | -------------------------------- |
| La Frédière                                       | 17169                 | 02,89        | .0073                            |
| Saint-Hilaire-de-Villefranche (Verwaltungssitz)00 | 17344                 | 22,19        | 1.277                            |

## Geographie
Saint-Hilaire-de-Villefranche liegt etwa 59 Kilometer südöstlich von La Rochelle am Fluss Bramerit. Umgeben wird Saint-Hilaire-de-Villefranche von den Nachbargemeinden Mazeray im Norden, Asnières-la-Giraud im Norden und Nordosten, Nantillé im Osten, Écoyeux im Süden und Südosten, Le Douhet im Südwesten, Juicq und Annepont im Süden, Taillebourg und Grandjean im Nordwesten.

## Sehenswürdigkeiten
Siehe auch: Liste der Monuments historiques in Saint-Hilaire-de-Villefranche
- Kirche Saint-Hilaire in Saint-Hilaire-de-Villefranche aus dem 12. Jahrhundert, Westfassade seit 1955 als Monument historique eingeschrieben
- Kirche Saint-Hilaire in La Frédière aus dem 12. Jahrhundert mit Umbauten im 14. Jahrhundert, seit 2008 als Monument historique eingeschrieben
- Kapelle Saint-Martin in Sarçay
- Schloss Laléard

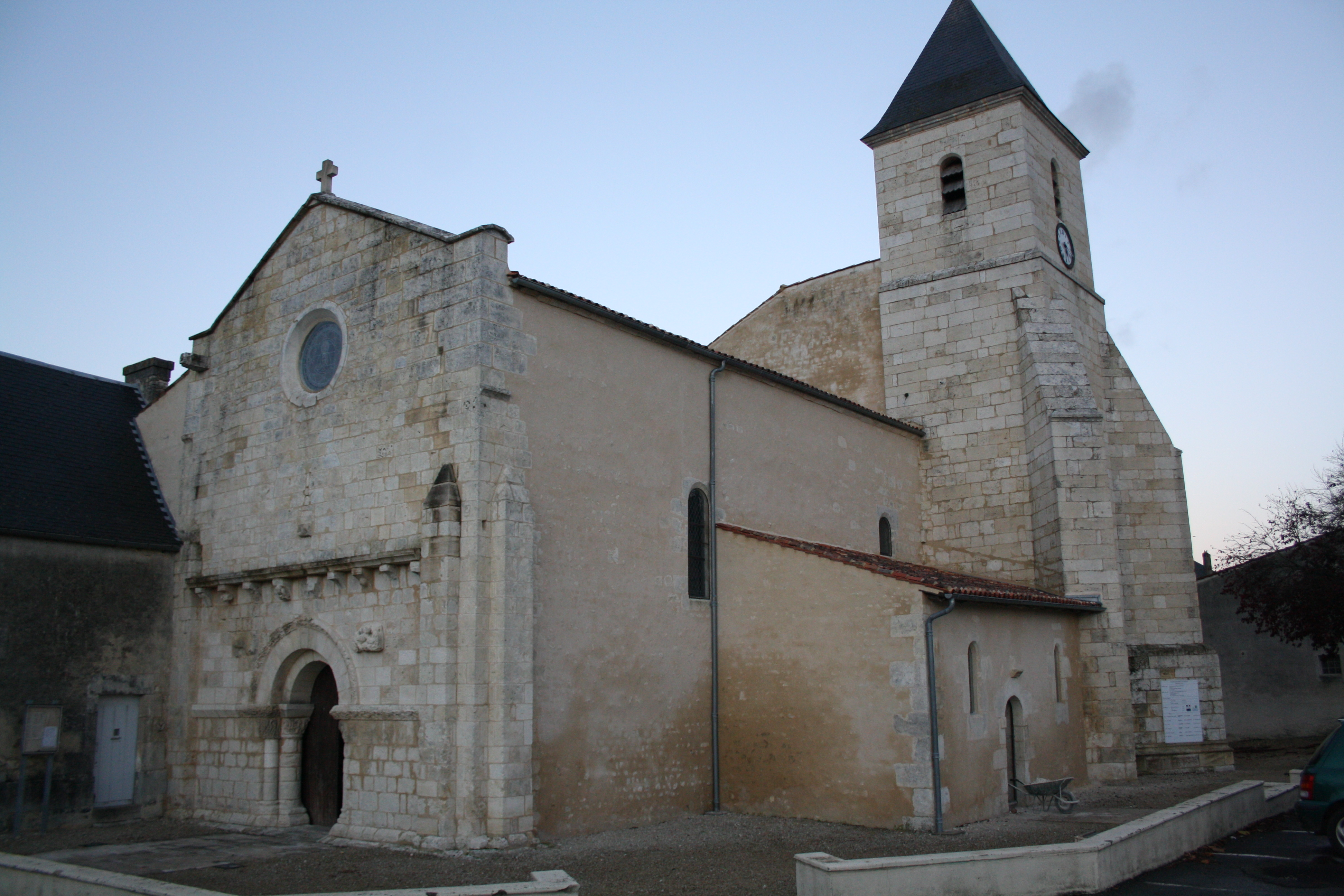
Kirche Saint-Hilaire in Saint-Hilaire-de-Villefranche
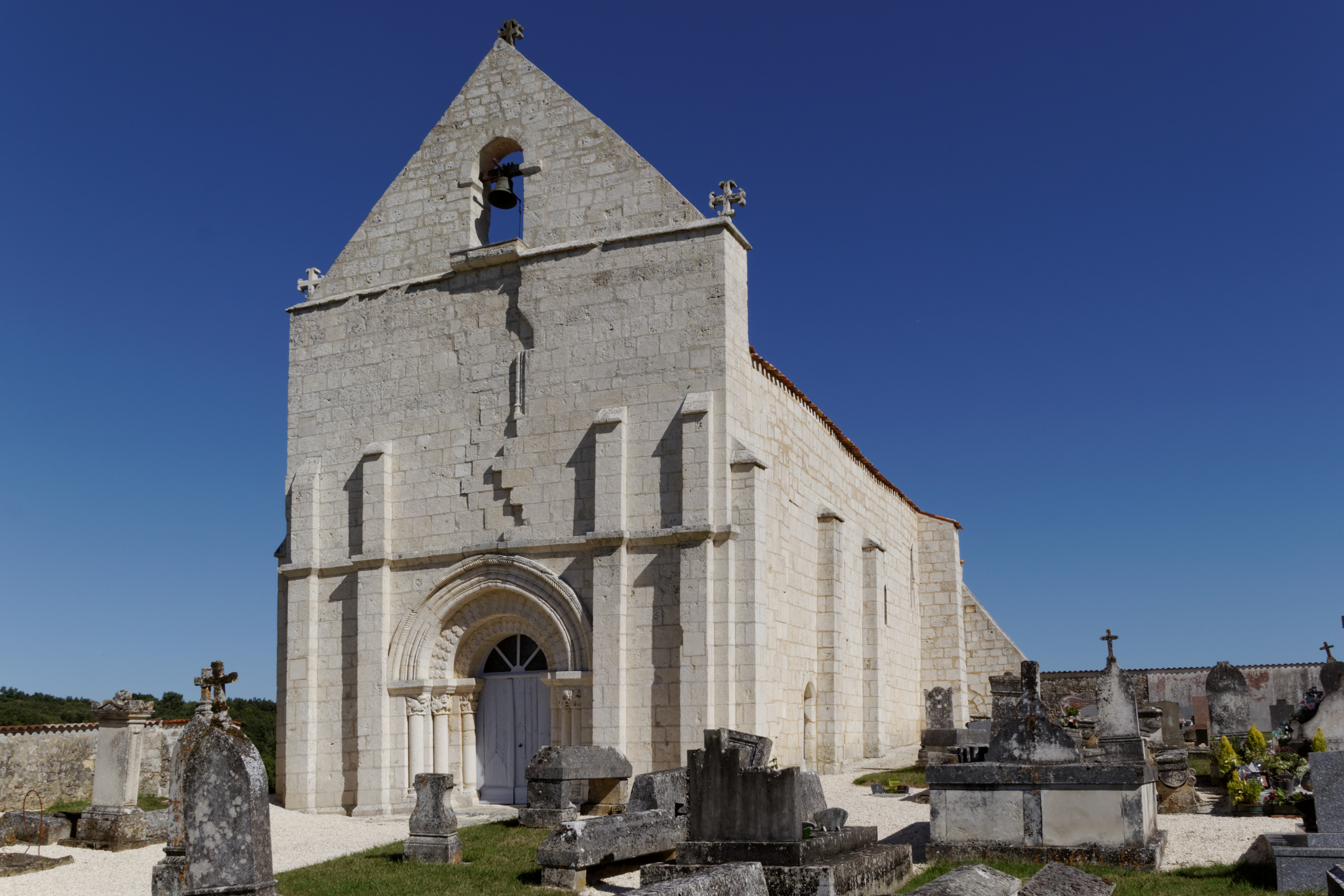
Kirche Saint-Hilaire in La Frédière
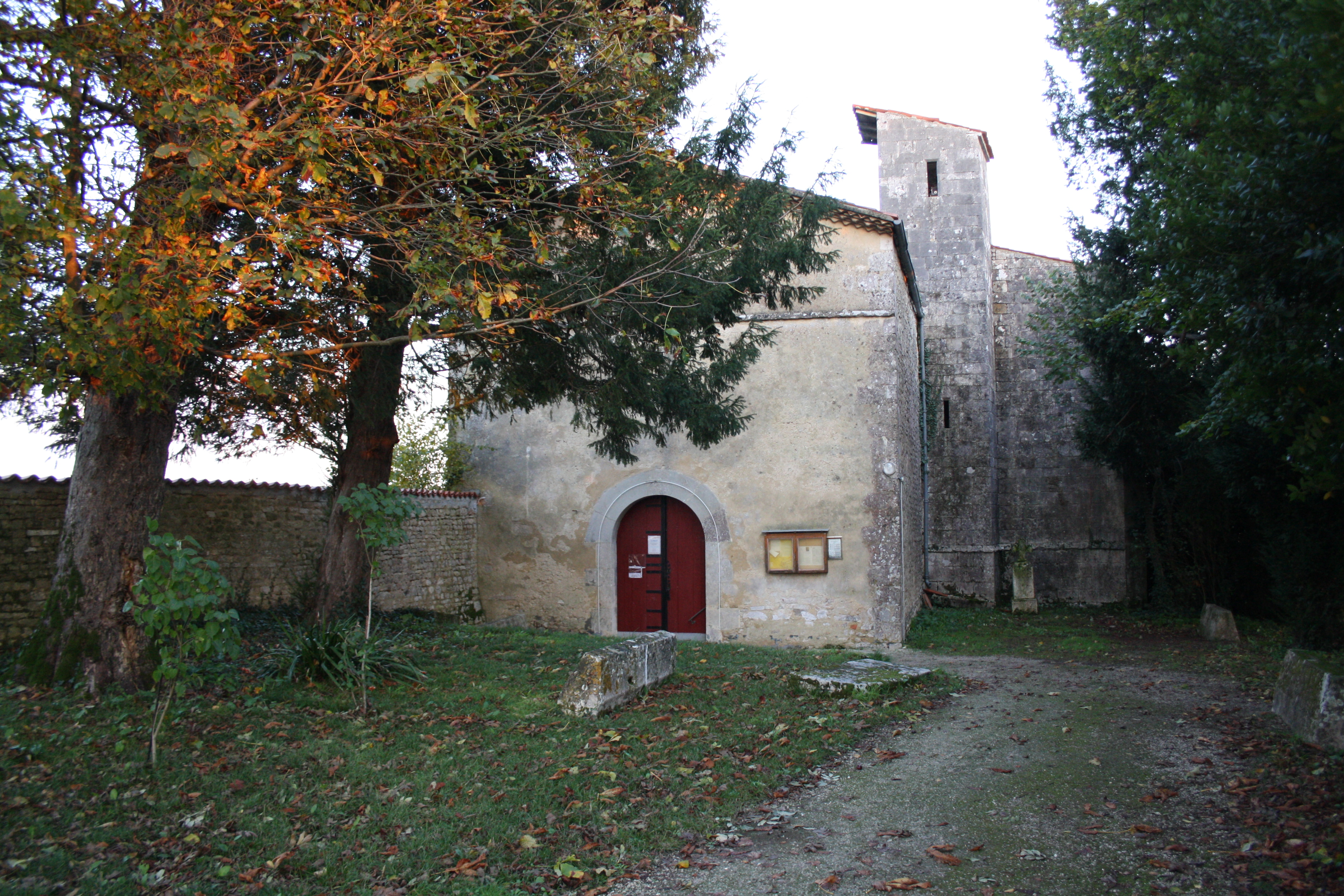
Kapelle Saint-Martin